# Franz Gabriel Alexander
Franz Gabriel Alexander (in ungherese Alexander Ferenc Gábor; Budapest, 22 gennaio 1891 – Palm Springs, 8 marzo 1964) è stato uno psicanalista e medico ungherese naturalizzato statunitense.

## Biografia
È considerato uno dei fondatori della medicina psicosomatica e della criminologia psicoanalitica.
Studiò all'università di Berlino e in seguito, nel 1923, emigrò negli Usa.
Nel 1930 fu invitato da Robert Hutchins, allora presidente  dell'Università di Chicago, a ricoprire la carica di suo professore assistente di psicoanalisi. Negli anni '50 poteva essere annoverato tra gli esponenti principali della Society for General Systems Research, la più importante associazione di psicologia e psicoanalisi americana.
Alexander abbandona, di fatto, la teoria freudiana della sessualità pre-genitale e proclama quella delle «tre tendenze elementari, che ha così definito: ricevere o prendere; trattenere; dare o eliminare (...) L'uomo è spinto a soddisfare certi bisogni primordiali e biologici di una potenza tale da esercitare un'influenza decisiva sulla sua personalità, e conseguentemente su tutta la sua vita».

## Opere principali in italiano
- Il delinquente e i suoi giudici: uno sguardo psicanalitico nel campo del diritto penale (con Hugo Staub), Milano, Giuffrè, 1948
- Medicina psicosomatica, Firenze, Giunti, 1951
- I pionieri della psicoanalisi (con Samuel Eisenstein e Martin Grotjahn), Milano, Feltrinelli, 1971
- Gli elementi fondamentali della psicoanalisi, Firenze, Sansoni, 1972
- Storia della psichiatria (con Sheldon T. Selesnick), Roma, Newton Compton, 1975
- Il delinquente, il giudice e il pubblico: un'analisi psicologica (con Hugo Staub), Milano, Giuffre, 1978